# Scooter
Scooter este un grup muzical german din Hamburg, adept a genurilor eurodance și techno. Membrii grupului sunt H. P. Baxxter, Rick J. Jordan și, mai nou, Michael Simon.
Formația a vândut peste 14 milioane de copii ale albumelor sale, fiind premiată cu 80 de premii de platină și aur.
Sunetul caracteristic lor este conține cuvinte vorbite sau strigăte, versuri cu tonalitate ridicată electronic și elemente din spectacole live: aplauze, strigăte ale fanilor. Printre cele mai cunoscute hit-uri se numără „Hyper hyper”, „Move Your Ass”, „Fire”, „How Much is the Fish”, „Posse (I Need You on the Floor)”, „Ramp (The Logical Song)”, „Nessaja”, „Weekend!”, „Maria (I Like it Loud)”, „One (Always Hardcore)”, „Hello! (Good to Be Back)”, „The Question Is What Is The Question?”, "J'adore hardcore".

## Componența

### Membri actuali
- H.P. Baxxter – Voce, chitară electrică (1993–prezent)
- DJ Michael Simon  – producător, compozitor și clape (2006–prezent)
- Sebastian Schilde – producător, compozitor și clape (2019–prezent)

### Foști membri
- Ferris Bueller – clape, compozitor și producător (1993–1998)
- Axel Coon - clape, compozitor și producător  (1998–2002)
- Jay Frog - clape, compozitor și producător (2002–2006)
- Rick J. Jordan – sunet, inginerie audio, compozitor, producător, clape, chitară (1993–2014)
- Phil Speiser – producător, compozitor și clape (2014–2018)
- Etnik Zarari – clape (2018–2018)

### Management
- Jens Thele (Manager)
- Kai Busse (Bookings)
- Klaus Perreth (Tour-Management)

## Colaborări
- Marc Trauner și Dick Rules în "Maria (I Like It Loud)"
- Jimmy Pop din Bloodhound Gang în "The Shit That Killed Elvis"
- Fatman Scoop la "Behind the Cow"
- Status Quo (trupă) la "Jump That Rock (Whatever You Want)"
- Antonella Ruggier la "Ti Sento"
- Vicky Leandros la "C'est Bleu"

## Discografie
- ...and the Beat Goes On! (1995)
- Our Happy Hardcore (1996)
- Wicked! (1996)
- Age of Love (1997)
- No Time to Chill (1998)
- Back to the Heavyweight Jam (1999)
- Sheffield (2000)
- We Bring the Noise! (2001)
- The Stadium Techno Experience (2003)
- Mind the Gap (2004)
- Who's Got the Last Laugh Now? (2005)
- The Ultimate Aural Orgasm (2007)
- Jumping All Over the World (2007)
- Under the Radar Over the Top (2009)
- The Big Mash Up (2011)
- Music for a Big Night Out (2012)
- The Fifth Chapter (2014)
- Ace (2016)
- Scooter Forever (2017)
- God Saves the Rave (2021)
- Open Your Mind and Your Trousers (2024)

## Legături externe
- Site web oficial